# Badia Fiorentina

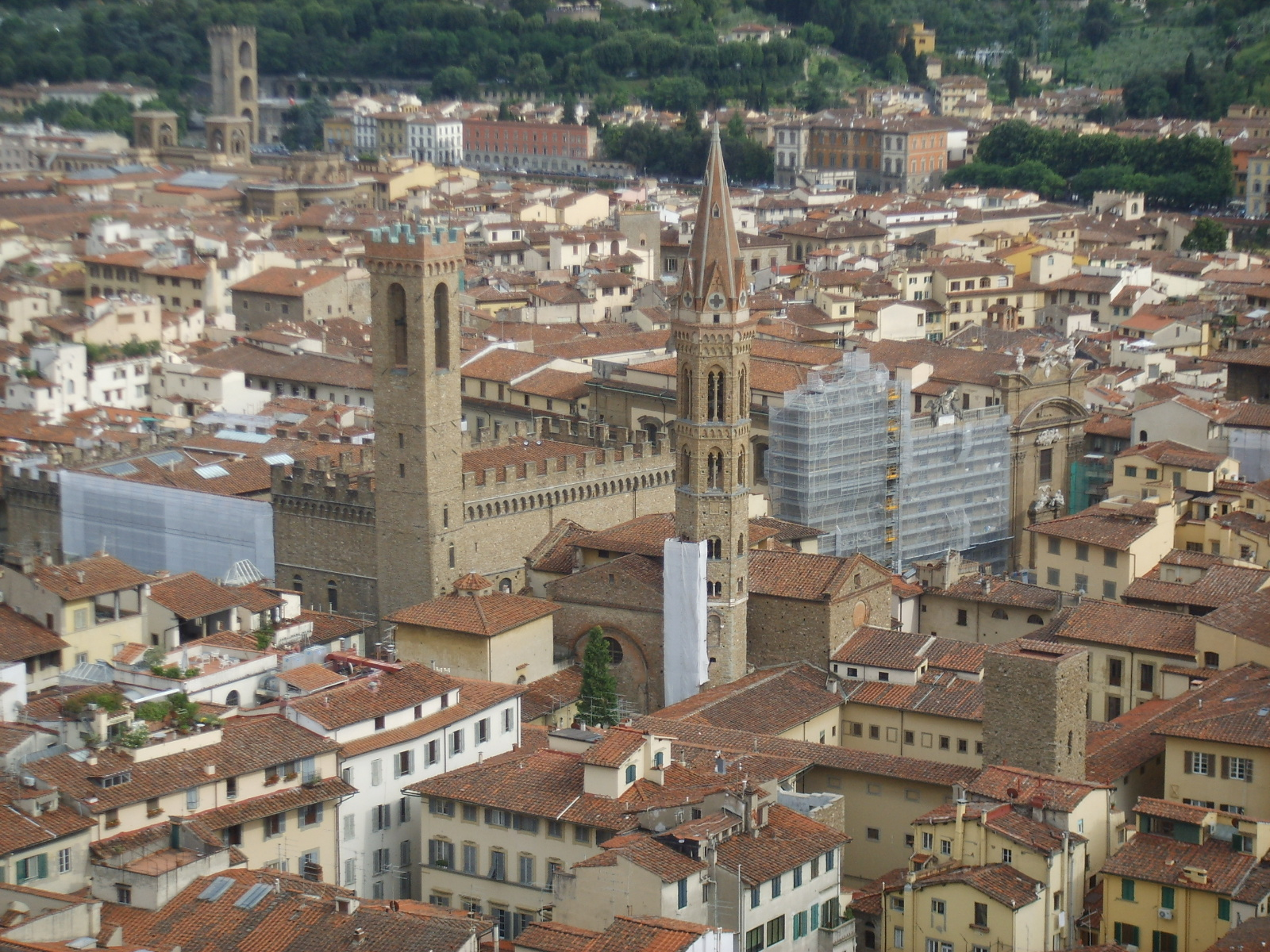
Gesamtansicht vom Dom aus, links der Turm des Bargello

Die Badia Fiorentina (ital. für „Florentinische Abtei“) ist eine mittelalterliche Abteikirche im Stadtzentrum von Florenz, die in ihrer heutigen Form im Wesentlichen aus dem späten 13. und frühen 14. Jahrhundert stammt.
Nach den Schilderungen der Vita Nova will Dante Alighieri in der Badia die Beatrice Portinari zum ersten Mal gesehen haben.

## Baugeschichte
Sie wurde 978 als Kloster des Benediktinerordens gegründet. Stifter war Hugo von Tuszien. Seit 1071 gehörte ein Hospital zur Anlage. Der Bau wurde zwischen 1284 und 1310 unter der Aufsicht von Arnolfo di Cambio in den Formen der Gotik erneuert und erhielt zwischen 1310 und 1330 seinen charakteristischen Turm. Der Chiostro degli Aranci (Kreuzgang der Orangenbäume) wurde von 1432 bis 1438 durch Bernardo Rossellino hinzugefügt. Er ist mit einem Freskenzyklus von Giovanni di Consalvo versehen. Das Hauptportal wurde von Benedetto da Rovezzano gestaltet. Im 17. Jahrhundert wurde die Kirche teilweise im Barockstil umgebaut.

## Ausstattung
Zur Innenausstattung gehören Fresken von Giovanni Domenico Ferretti im Chorraum. Gemälde bekannter Maler sind Apparizione della Madonna a San Bernardo („Erscheinung der Jungfrau von St. Bernhard“) von Filippino Lippi und Assunta e due Santi („Die himmelfahrende Jungfrau und zwei Heilige“) von Giorgio Vasari. Die Kirche beherbergt neben weiteren Kunstwerken auch zwei Grabmonumente für Bernardo Giugni und den Markgrafen Hugo von Tuszien von Mino da Fiesole.

### Mittelalterliche Orgel
Die Orgel auf der Empore im rechten Querschiff wurde 1558 von dem Orgelbauer Onofrio Zeffirini (1510 – 1580) aus Cortona erbaut. Das heutige Gehäuse wurde 1632 geschaffen. Das Orgelwerk wurde im Laufe der Zeit ergänzt und hat heute sechs Register auf einem Manual Principal 12', Ottava, XV, XIX,
Ripieno XXII-XXVI-XXIX und Flauto in XV). Das Pedal ist angehängt. Das Orgelwerk erklingt in historischer Stimmung (1/4 Komma, 456,6 Hz bei 22 °C).

## Kirchturm
Mit 70 Metern Höhe verfügt Badia Fiorentina über einen der markantesten und höchsten Kirchtürme in Florenz. Der erste Kirchturm wurde 1307 fertig gestellt, wenige Jahre später aber von Bürgern teilweise niedergerissen, da die Mönche der Abtei ihre Steuern nicht beglichen. Im Jahr 1330 wurde der Glockenturm wiederaufgebaut und erlangte sein heutiges Erscheinungsbild.

## Gemeinschaften von Jerusalem (Fraternité de Jérusalem)
Die Kirche wurde 1998 vom Ortsbischof an die französischen Brüder- und Schwesterngemeinschaft Fraternité de Jérusalem zur Nutzung übergeben.

## Bilder

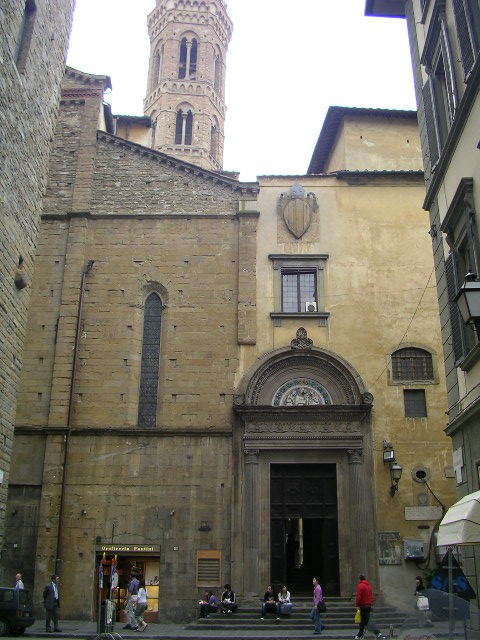
Eingang in der Via del Proconsolo
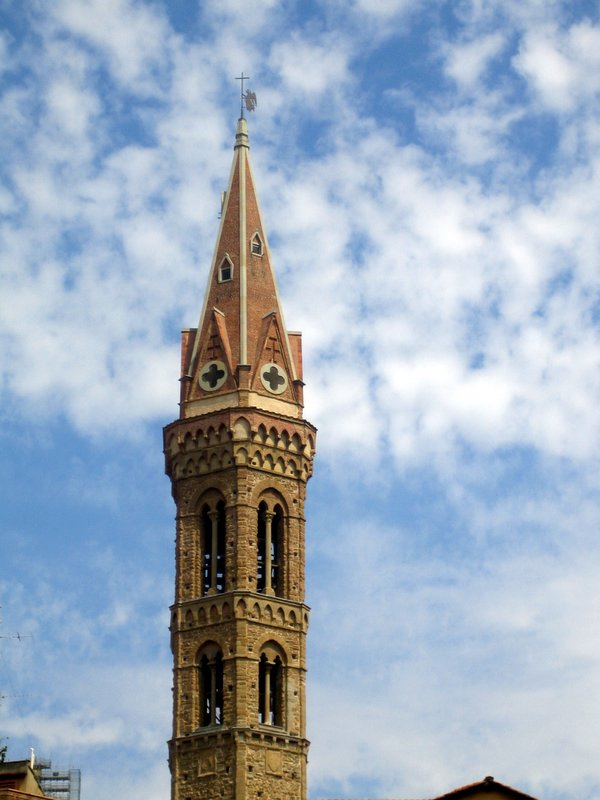
Der romanisch-gotische Turm
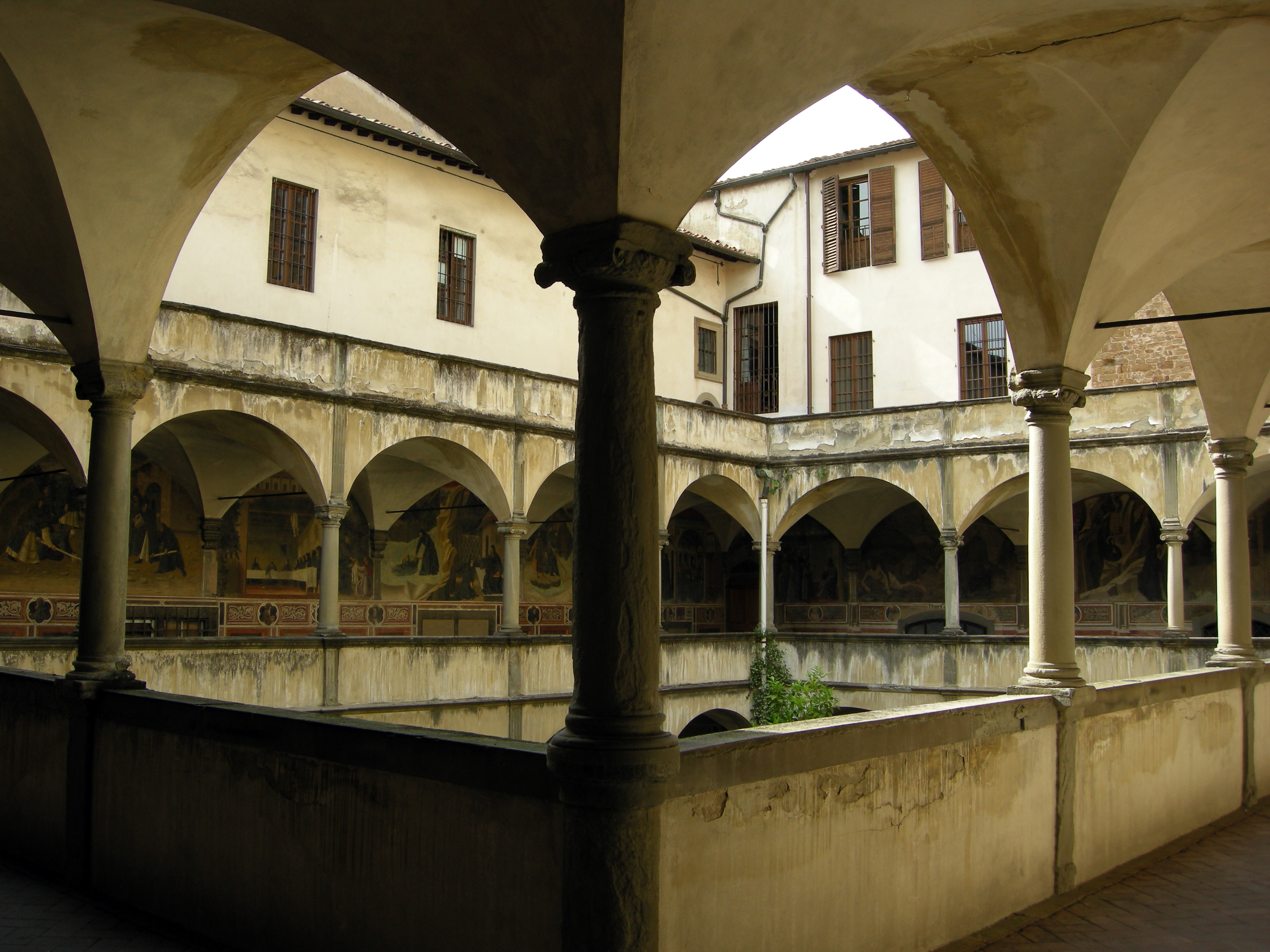
Chiostro degli Aranci
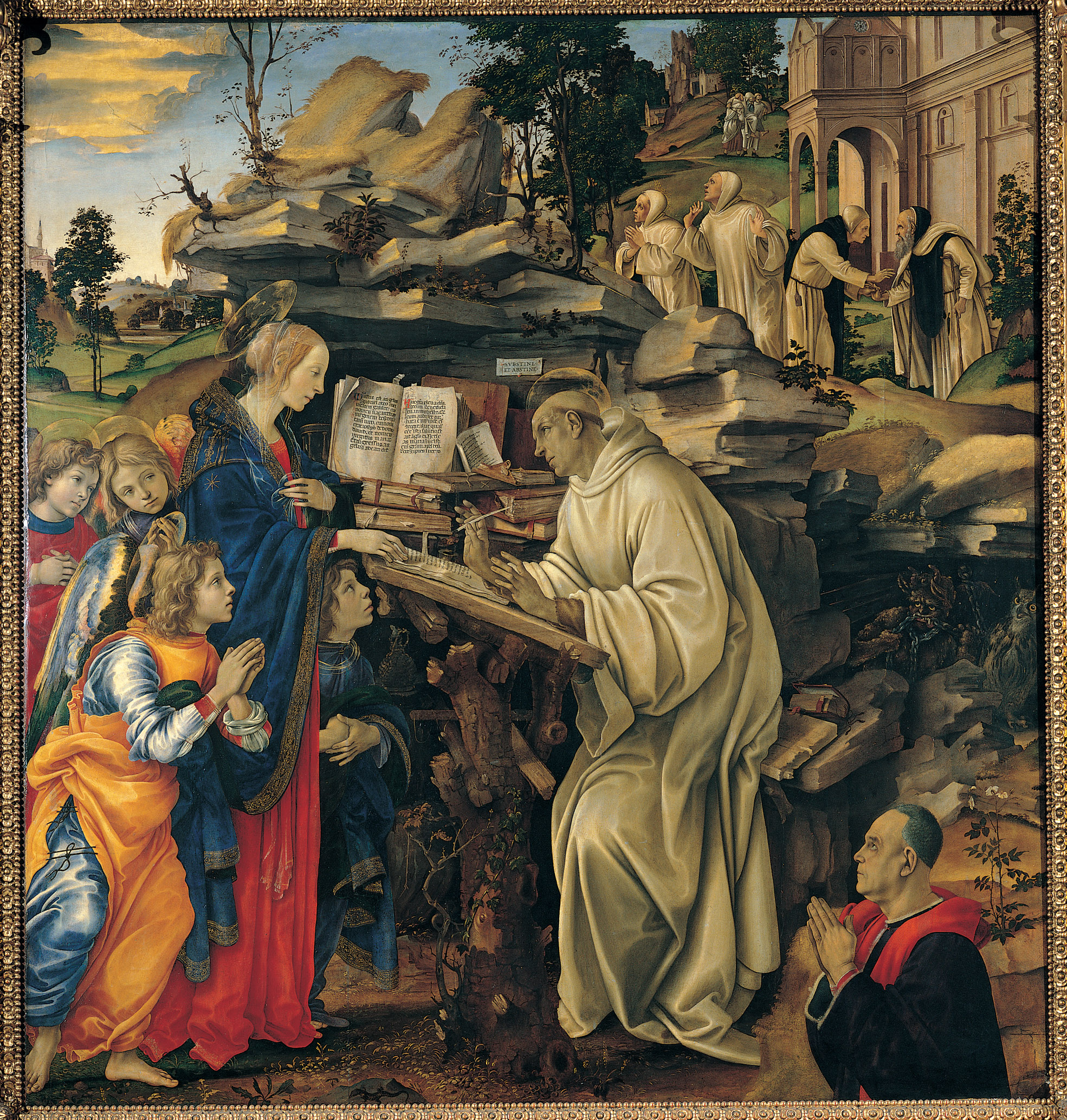
Filippino Lippi: Die Madonna erscheint dem hl. Bernhard
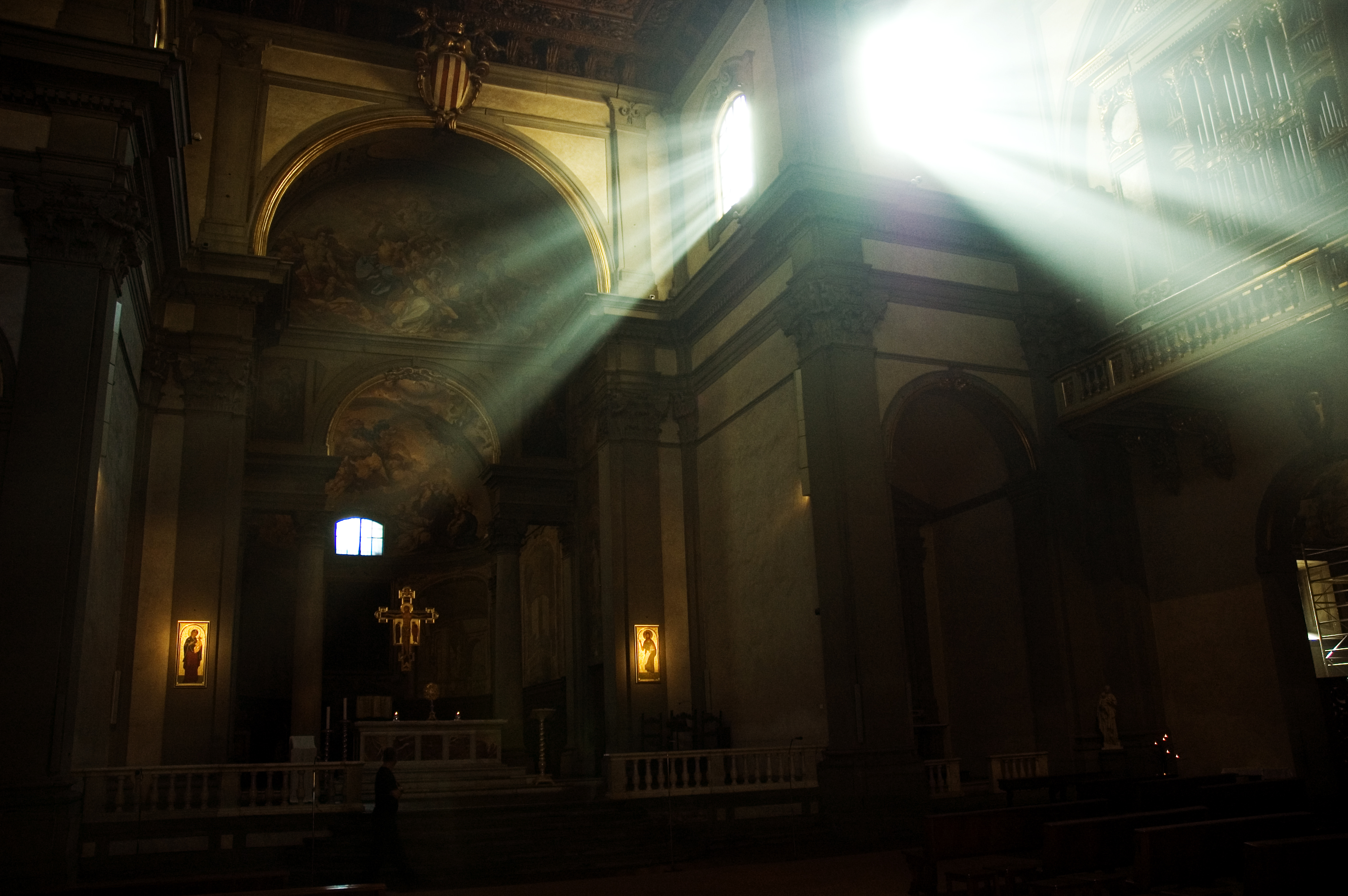
Das Innere der Kirche
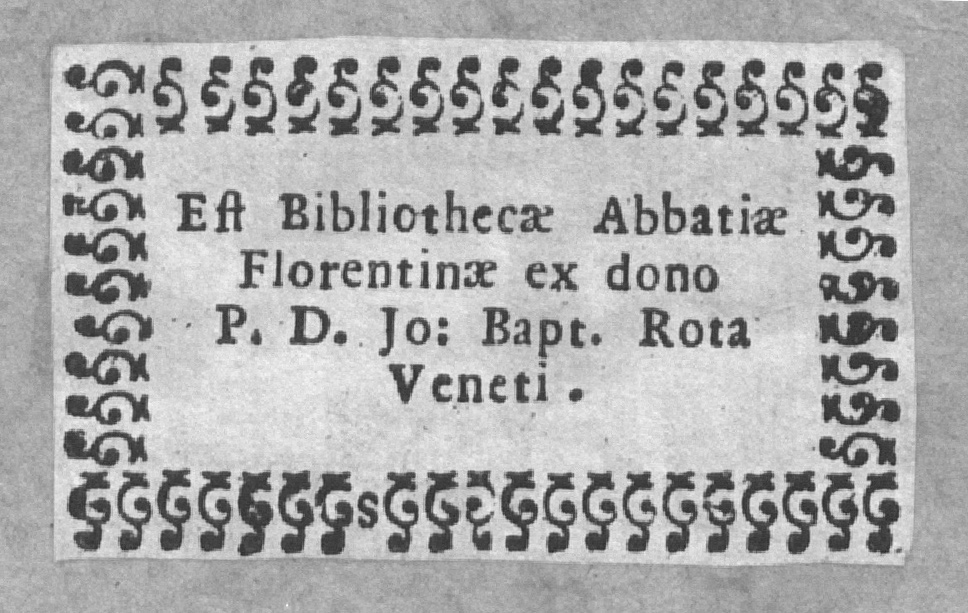
Ex libris